# Hamilton Luske
Hamilton S. Luske (Chicago, 16 ottobre 1903 – Bel Air, 19 febbraio 1968) è stato un regista e animatore statunitense.

## Biografia
Entrò nella Disney nel 1936 come animatore. Già nel 1940 venne promosso alla regia di Pinocchio assieme a Ben Sharpsteen. Nel 1944 diresse il corto Il pellicano e la beccaccia. Negli anni cinquanta collaborò come co-regista in Cenerentola, Peter Pan e Lilli e il vagabondo assieme a Clyde Geronimi e Wilfred Jackson. Si ritirò dalla Disney nel 1965, un anno dopo la direzione di alcune sequenze animate nel film Mary Poppins, per le quali vinse l'Oscar.